# Baril (Pilates)
 (avril 2021).
Pour les articles homonymes, voir Baril (homonymie).
Le baril est un accessoire dans la pratique du Pilates. Il existe deux sortes de barils : les petits barils utilisés au tapis et le grand baril, aussi appelé « Ladder-Barrel » en anglais.

## Grand baril

### Aspect et éléments du baril
Le grand baril a la forme d'un tonneau monté sur une structure verticale composée de barres en échelle.
La partie avant du grand baril, ou se trouve le « tonneau » est une surface arrondie et matelassée sur laquelle on peut s'allonger ou s'assoir. La partie arrière est elle constituée de barreaux horizontaux nommés échelle à cause de sa disposition échelonnée.

### Utilisation
Le baril est utilisé en Pilates, généralement en séance individuelle. Une seule personne à la fois peut l'utiliser. Contrairement à ses cousins « Reformer », « Cadillac » (table trapèze) ou « Chaise », le « baril » n'a pas de ressorts. L'utilisateur pourra être allongé sur le dos, le ventre, sur le côté, ou assis face à l'échelle.

### Spécificité
La particularité du baril réside dans sa forme « en tonneau » qui épouse la forme de la colonne vertébrale. 

### Commercialisation
Il existe différents fabricants : parmi eux Balanced Body, Stott Pilates, Peak Pilates qui sont les principales marques spécialisées Pilates. Les principaux distributeurs en France sont Sissel pour la marque Balanced Body, et Planet fitness pour la marque Stott Pilates. Les autres marques sont commercialisées par le biais de différents sites internet. On trouve de plus en plus de marques moins spécialisées qui se lancent dans la commercialisation d'appareils Pilates, par exemple BonPilates ou Satmina qui sont des marques de fitness.